# Plaqueverklikker

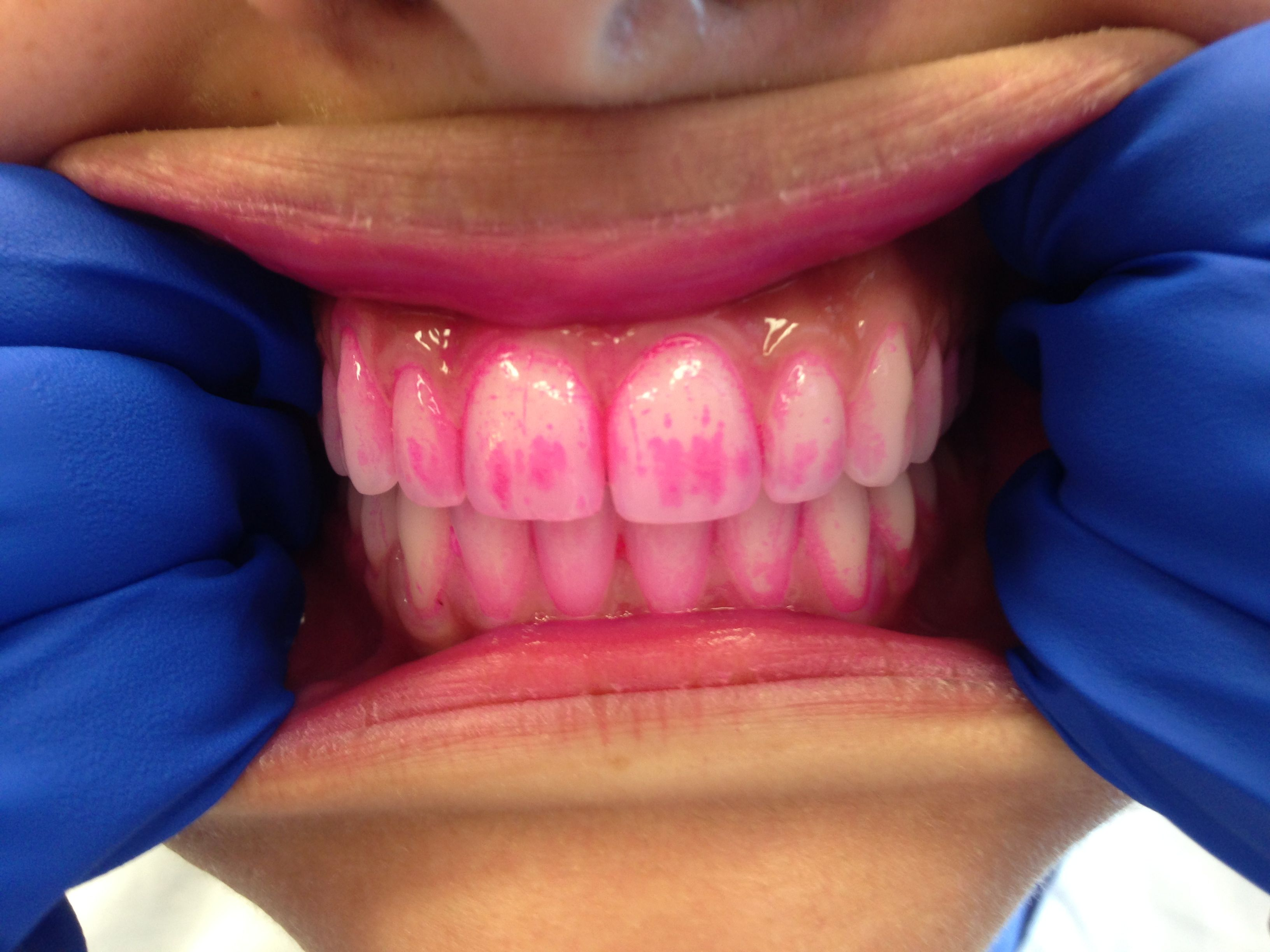

Plaqueverklikkende tabletten, ook plaque disclosing tablets genoemd, zijn tabletten die de kleurstof erythrosine bevatten. Ze worden gebruikt om aan te tonen of men al dan niet goed gepoetst heeft. Er moet gedurende een halve minuut op een tablet gekauwd worden, nadien worden de resten uitgespuwd en moet de mond een paar keer gespoeld worden. De resterende tandplaque, die bij het tandenpoetsen niet zou verwijderd geweest zijn, zal dan rood gekleurd worden. Het volstaat dan verder te borstelen tot alle rode kleur verdwenen is.
Naast de tabletvorm bestaat er ook een vloeistofvorm. Ook bestaan er varianten die twee verkleuringen aangeven, een blauwe kleur voor oudere tandplaque en een rode kleur voor jonge tandplaque.